# 中国历史地理学
中国历史地理学是研究中国历史上的地理现象及其演变规律的一门学科。它研究的是历史上的中国地理，也就是过去几千年间中国范围内的地理状况。

## 研究地域范围
中国历史地理学研究的地域范围就是中国的地域范围，但是不限于现在的中国，它所研究的是历史时期的中国。由谭其骧于1981年的讲话整理发表于1991年《历史上的中国和中国历代疆域》，对历史时期的“中国”地域进行了界定。其标准以清朝完成统一之后，至帝国主义入侵中国以前的版图作为研究范围，也就是1750年代到1840年代鸦片战争以前的中国版图。具体的地域范围是：
东北到外兴安岭，西北到巴尔喀什湖、葱岭和帕米尔高原，其他则与中国现在的国界基本一致。曾经在这个范围内活动的民族都是中国历史上的民族，曾经在这个范围内建立的政权都是中国历史上的政权。
以上的这些划分并不是绝对的，在相当长的时期内，在这个范围之外的一些地区也曾经隶属于中国政权，这些地区的处理以地区政权的都城所在位置为准，例如西汉时期朝鲜半岛的北部，唐代越南的北部也应该算是中国历史地理学所研究的范围。

## 学科发展历史

### 中国历史地理学前身——沿革地理时期
中国历史地理学是一门“既古老又年轻的学科”，其前身即历代相传的沿革地理。所谓“沿革”，即沿袭变革。沿革地理主要研究历代疆域、政区制度、地名方位、河流演变等内容。
东汉班固于公元1世纪撰写《汉书·地理志》，为沿革地理之开端，其内容不局限于西汉一朝。此后历代正史地理志都遵循该传统，“采获旧闻，考迹《诗》《书》，推表山川”，此皆属于官修的沿革地理。至于私修的有公元3世纪裴秀的《禹贡地域图》，北魏时郦道元的《水经注》和唐朝时李吉甫的《元和郡縣圖志》等，其中《水经注》专以水为纲，记录历代沿革；《元和郡縣圖志》则是现存最早的全国地理总志。自宋朝起沿革地理已形成一项独立的研究，始后又有宋朝王应麟的《通鉴地理通释》，明末清初时顾祖禹的《读史方舆纪要》。清末杨守敬是传统沿革地理的集大成者，其所著的《历代舆地图》、《水经注疏》、《水经注图》都是沿革地理的重要著作，其中《历代舆地图》是历代沿革地理的总结之作。
沿革地理和历史地理学不可等同。沿革地理主要涉及政区、疆域、地名、水道等，而历史地理学的研究内容则包括地理学的诸多分支。沿革地理学长期作为经史研究的工具，而历史地理学则有独立的学科体系和理论方法。

### 中国历史地理学科的建立
现代“历史地理学”的概念，则要到20世纪初由日本传入中国。其时虽有张其昀、楚图南等学人传播历史地理学思想，但对于中国历史地理学影响最深的当属顾颉刚和他创立的禹贡学会。
自1929年起，顾颉刚开始执教燕京大学，在从事古史辨伪研究时，逐渐注意到《禹贡》研究之必要性，并进而注意到《汉书·地理志》等古代地理志书。1934年，顾颉刚发起成立“禹贡学会”并主办《禹贡》半月刊，汇集了诸如谭其骧、史念海、冯家昇等学者。此外，侯仁之于1932年赴燕京大学求学，也深受洪业及顾颉刚的影响。顾颉刚在燕京大学的执教，为日后中国历史地理学的发展奠定了基础。
自七七事变，北京沦陷后，“禹贡学会”解散，《禹贡》半月刊停刊。1946年，侯仁之赴英国利物浦大学地理系学习并成为英国历史地理学奠基人亨利·克利福德·达比的学生，学习了西方历史地理学的理论思想。1949年中华人民共和国成立后，鉴于“沿革地理”、“历史地理学”混用的情况，侯仁之于1950年发表《“中国沿革地理”课程商榷》，为“历史地理学”正名。其后又在1962年发表《历史地理学刍议》，最早提出历史地理学属于地理学分支的观点，逐渐成为学界共识。自此，中国历史地理学的学科属性得以确立。

### 中国历史地理学的发展
1949年中华人民共和国成立后，中国历史地理学科得以继续发展，以谭其骧、侯仁之、史念海为首的复旦大学、北京大学、陕西师范大学成为中国历史地理学的研究中心。
谭其骧在复旦大学执教期间积极从事历史地理学研究，其最重要的历史地理学研究成果当属自1955年开始编绘，至1987年陆续出版的、由谭其骧主编的《中国历史地图集》。该图集所涵盖的时间从原始社会至清朝末年，包含朝代总图、地区分图，展现了疆域政区、重要地名、长城边塞、河流湖泊等信息，为日后历史地理学的发展奠定基础。受其影响，复旦大学于1959年成立历史地理研究室，1982年改中国历史地理研究所，1999年又改历史地理研究中心。在其指导下，毕业于1983年的周振鹤、葛剑雄即为全国首批文科博士。此外，谭其骧又于1992年发表《历史人文地理研究发凡与举例》，建议开展历史人文地理研究。
执教于北京大学的侯仁之除关注历史地理学的学科属性、理论外，还对城市历史地理、沙漠历史地理进行深入研究。侯仁之的博士论文即《北平历史地理》，其在任“北京市都市计划委员会”委员后，主张历史地理学应当“经世致用”，并发表《北京海淀附近的地形、水稻与聚落》、《北京都市发展过程中的水源问题》、《关于古代北京的几个问题》、《元大都与明清北京城》等论文，并主编《北京历史地图集》，其以北京城为中心的研究丰富了中国城市历史地理学；侯仁之还重视实地考察，并亲自赴毛乌素沙地等西北沙漠地区进行研究，陆续发表《从人类活动的遗迹探索宁夏河东沙区的变迁》、《从红柳河上的古城废墟看毛乌素沙漠的变迁》、《历史地理学在沙漠考察中的任务》等文章，开创发展了沙漠历史地理学这一中国历史地理学分支。
执教于陕西师范大学的史念海重视历史地理学“有用于世”的作用，对黄河流域进行广泛深入的实地考察，开拓了黄河流域的历史自然地理研究；在历史经济地理中首倡“历史农业地理”，并在历史地理学界提出人口稠密区、农牧分界线等概念；重视都城研究，并创建了中国古都学这一历史地理学分支；同时还重视历史军事地理、历史人口与民族地理、历史交通地理、历史文化地理、地名学等领域的研究，极大开拓了中国历史地理学的内涵。

## 中国历史地理学的分支
中国历史地理学可分为历史部门地理学、历史区域地理学、历史地理理论和文献研究三部分。
其中历史部门地理学又可分为历史自然地理学和历史人文地理学。历史自然地理学包含历史气候地理、历史沙漠地理、历史生物地理、历史地貌地理、历史水文地理等分支，历史人文地理学包括历史经济地理（商业、农业、人口等）、历史交通地理、历史城市地理、历史政治地理、历史文化地理、历史军事地理等。
历史区域地理学是从整体上研究历史时期某一特定区域地理环境的特征、结构和发展关系的历史地理学分支；历史地理文献研究也是中国历史地理的重要组成，如对《水经注》研究的“郦学”、对古地图的研究、历史地图绘制等。

## 历代历史地理名著
- 《山海经》
- 裴秀 -《禹贡地域图》
- 郦道元 -《水经注》
- 李吉甫 -《元和郡縣圖志》
- 王应麟 -《通鉴地理通释》
- 大明混一图
- 顾祖禹 -《读史方舆纪要》
- 《大清一统志》
- 杨守敬 - 《历代舆地图》
- 顾颉刚、章巽 - 《中國歷史地圖集（古代史部分）》
- 程光裕、徐聖謨 - 《中国历史地图》
- 谭其骧主编 - 《中国历史地图集》
- 谭其骧 - 《长水集》
- 侯仁之 - 《晚晴集》
- 史念海 - 《河山集》
- 韩茂莉 - 《中国历史农业地理》